# Calophyllum brassii
Espèce
Classification phylogénétique
Statut de conservation UICN

 DD  : Données insuffisantes
Calophyllum brassii est une espèce de plantes à fleurs du genre Calophyllum, de la famille des Guttiferae dans la classification de Cronquist ou de la famille des Calophyllaceae dans la classification phylogénétique.